# Golden Tower
La Golden Tower (en français : Tour de l'Or ou la Tour Doré) est un gratte-ciel de 205 mètres en construction à Jeddah en Arabie saoudite. Son achèvement est prévu pour 2018.

## Liens
- Golden Tower (Milan)